# Taxxi 3
Taxxi 3 (Taxi 3) è un film del 2003 diretto da Gérard Krawczyk ed è il sequel di Taxxi 2 (2000) sempre diretto da Krawczyk.

## Trama
Una banda di ladri che si fanno chiamare la Gang di Santa Claus sta provocando distruzione e caos, e la polizia non riesce a contrastarli: il commissario della polizia Gilbert è distratto dalla presenza di un'affascinante giornalista cinese che sta scrivendo una storia sulla sua squadra. La moglie del detective Emilien, Petra, è incinta, e il tassista Daniel è nel bel mezzo di una crisi con la sua partner Lilly, a causa del fatto che abitano in un garage e lei pure sembra essere incinta. Dopo una serie di errori, nei quali i ladri sbaragliano la polizia più volte, Daniel e il suo super-taxi entrano in azione. Emilien e Daniel trovano la banda, ma Emilien esagera nel controllare e viene catturato e legato ad una sedia.
Daniel corre ad avvisare i compagni di polizia dell'agente per farli intervenire, mentre la reporter cinese si mostra ad Emilien e, per far passare il tempo e distrarlo, gli pratica del sesso orale. La donna si unisce all'ultima operazione di cattura della polizia per prendere la banda, poiché il commissario Gilbert si è dimostrato più astuto e ha scoperto quale banca intendono rapinare; la reporter chiama i suoi compagni all'interno e, in cinese, li avvisa su come fare per scappare. Dopodiché la ragazza prende un'auto della polizia. Daniel, che ha capito che lei c'entra qualcosa, la segue e fa in tempo a salvare Emilien da una gigantesca sfera per demolizioni prima che gli cada addosso. I due, sfruttando l'abilità sui motori di Daniel, deducono dov'è diretta la banda e riescono a fermarli con la collaborazione degli uomini del padre di Lilly. Petra partorisce con Emilien ad assisterla; Daniel, nella sala d'attesa, chiede a Lilly di sposarlo.

## Produzione

### Cast
Sylvester Stallone ha fatto un cameo all'inizio del film come passeggero del taxi. In questo terzo film della serie, lo stuntman impiegato durante le sequenze a bordo del taxi è Jean Ragnotti, celebre pilota di rally italo-francese, mentre il gendarme che guida la Mitsubishi Lancer Evolution VII argento della polizia è il pilota francese Jean-Louis Schlesser, vincitore della Parigi-Dakar per due volte consecutive (1999 e 2000); Schlesser era già comparso in Taxxi 2 nella scena iniziale, dove Daniel tenta di sorpassarlo durante un rally perché ha preso una delle sue solite "scorciatoie".

### Auto impiegata nel film

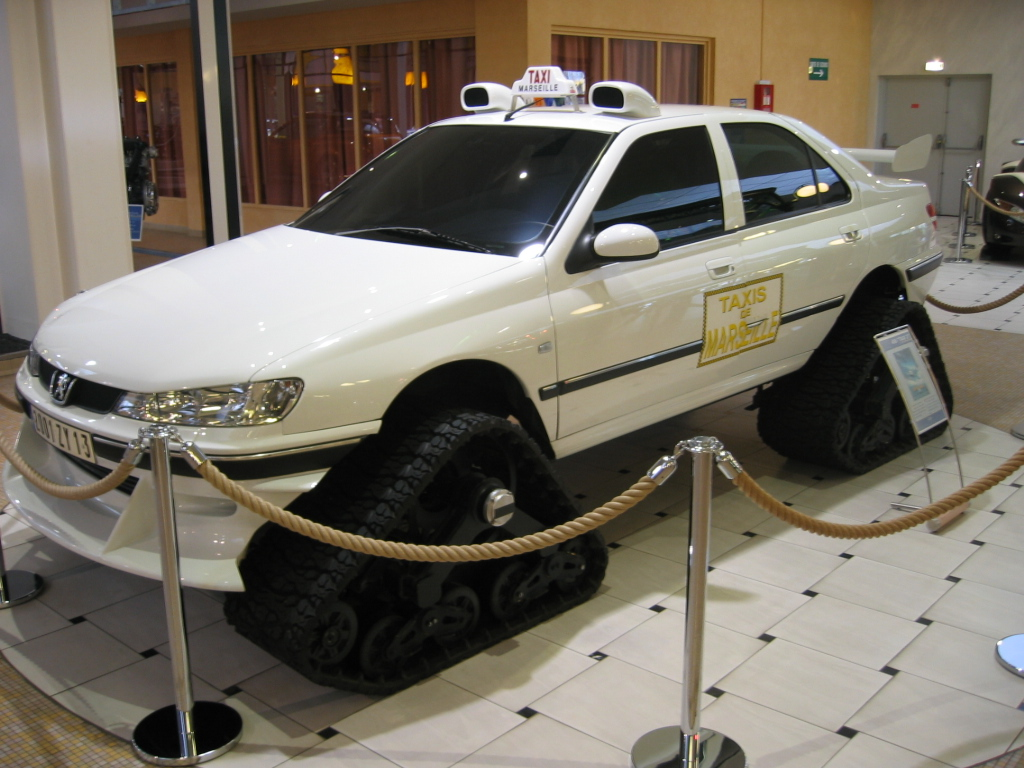
La Peugeot 406 del film esposta al Musée de l'Aventure Peugeot di Sochaux
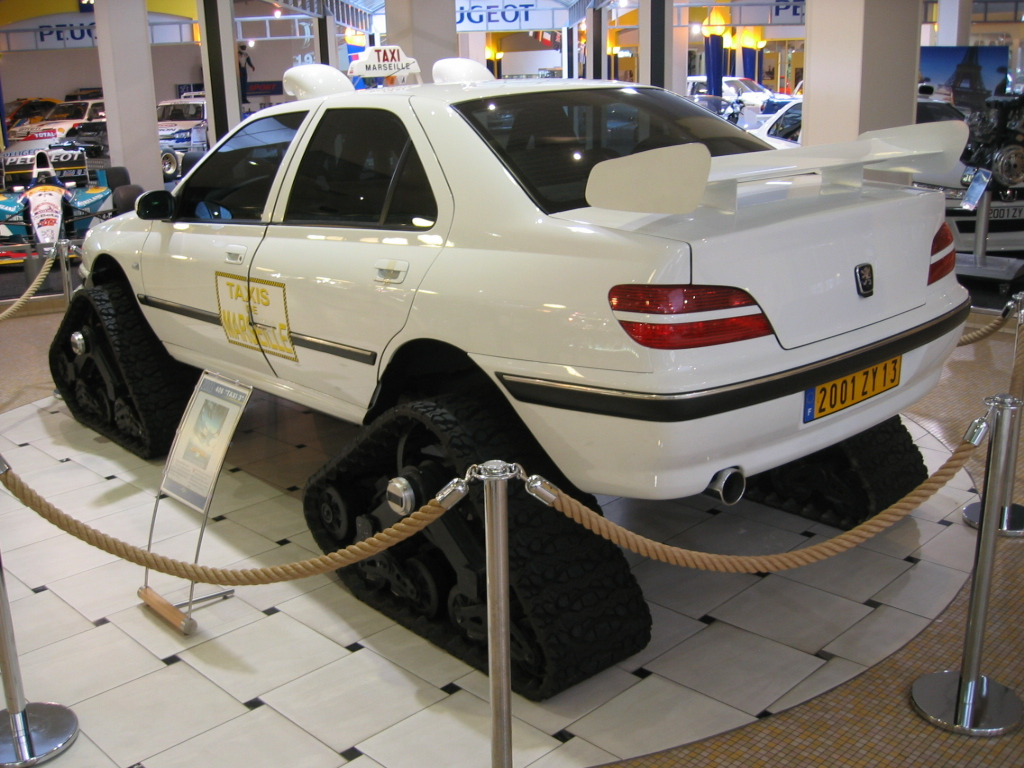
Visuale posteriore

## Accoglienza

### Incassi
Con un budget di $1.300.000, ha avuto un incasso totale di 65.497.208$.

## Videogioco
Di Taxxi 3 è stato prodotto un videogioco ufficiale per PlayStation 2, localizzato nella sola lingua francese.